# 허용적 휴리스틱
컴퓨터 과학에서 길 찾기 알고리즘에서 휴리스틱 함수가 목표에 도달하는 데 필요한 비용을 전혀 과평가 하지 않는 경우, 이 함수를 허용적 휴리스틱 함수라고 부른다. 허용적 휴리스틱 함수는 어떤 지점에서도 항상 최적의 길찾기 비용보다 낮은 비용을 추정해야 한다.

## 탐색 알고리즘
허용적 휴리스틱은 탐색 알고리즘에서 목표에 도달하는 비용을 추정하는데 쓰인다.
휴리스틱 함수가 항상 실제값보다 작거나 같은 값만을 가리킨다면 휴리스틱 함수는 허용적이다.
탐색 알고리즘은 현재의 꼭지점에서 목표 꼭지점까지의 비용을 추정할 때 휴리스틱을 사용한다.
예를 들어, 현재의 꼭지점 {\displaystyle n}에 대한 A* 알고리즘의 평가함수는 다음과 같다.
{\displaystyle f(n)=g(n)+h(n)}
{\displaystyle f(n)}: 평가함수
{\displaystyle g(n)}: 출발 꼭지점부터 현재 꼭지점까지의 비용
{\displaystyle h(n)}: 현재 꼭지점에서 목표 꼭지점까지의 추정 비용
{\displaystyle h(n)}는 휴리스틱 함수로 평가된다.
A* 알고리즘을 비 허용적 휴리스틱 함수를 이용해 사용하면 {\displaystyle f(n)}을 과평가하는 바람에 최적해를 발견하지 못하고 지나칠 수 있다.

## 같이 보기
- 휴리스틱 함수
- 검색 알고리즘